# Materialprovning
Materialprovning är experimentell provning för att ta fram information om material. Materialdata, som exempelvis elasticitetsmodulen, tas fram genom att man genomför ett materialprov. Dock är det inte enbart materialdata för konstruktion som tas fram genom materialprovning. Information om renhet av producerade material tas kontinuerligt fram vid produktion. Havererade produkter måste ofta undersökas genom materialprovning. Man skiljer på förstörande och oförstörande provning vilket syftar på om provet förstörs av testet eller ej. Vid undersökning av produkter brukar man oftast börja med oförstörande provning, eftersom provet då bevaras för eventuell efterföljande undersökning. Materialprovning utförs ofta enligt internationella och nationella standarder. I Sverige finns flera forskningsorganisationer som utför materialprovning så som till exempel Rise Research Institutes of Sweden och Swerea.

## Oförstörande provning

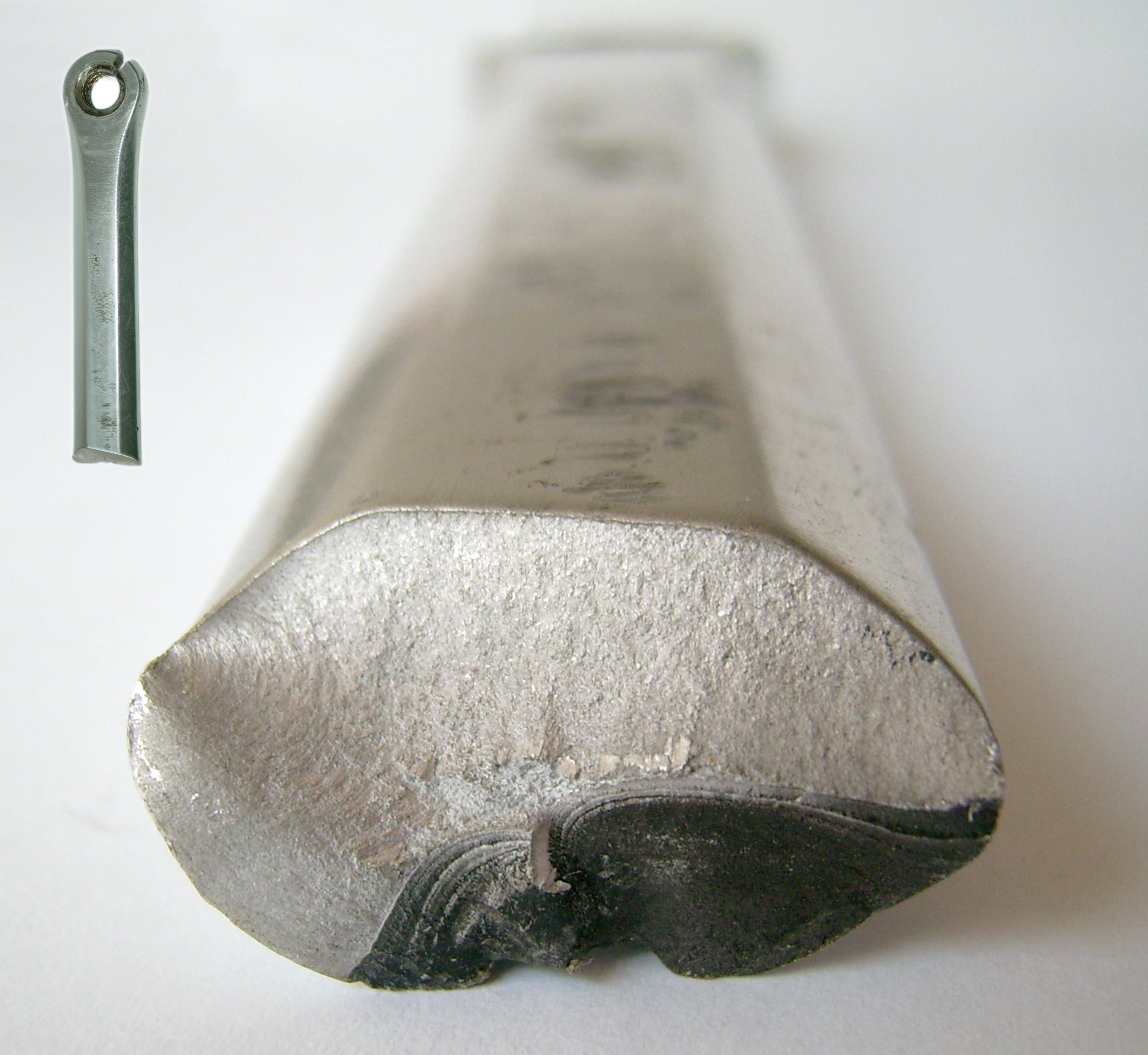
Visuell inspektion av en vevarm i aluminium som utsatts för två typer av brott. De mörkare partierna har utsatts för utmattningsbrott där böljeslagsmärken syns. Den ljusare restbrottsytan har utsatts för ett "plötsligt" brott.

Oförstörande provning används oftast vid provning av havererade produkter eller produkter som ska användas. Visuell inspektion är oftast det första man genomför när man undersöker en havererad produkt. Virvelströmstestning (kallas på engelska för Eddy-current testing), penetrantprovning, magnetpulverprovning, radiografi och ultraljudprovning är andra exempel på oförstörande provning.

## Förstörande provning

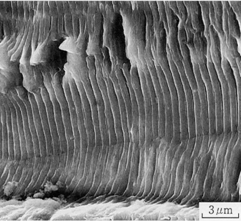
SEM-bild visande striationer som bildats vid utmattning.

Vid förstörande provning förstörs provet och bör därför enbart genomföras om man inte behöver göra fler prov som påverkas av detta faktum. Slagseghet, brottseghet, draghållfasthet och tryckhållfasthet är exempel på materialdata som tas fram genom förstörande provning. Elektronmikroskopi (till exempel SEM som i bilden) är ett annat exempel på förstörande testning eftersom provbiten måste kapas, slipas, poleras och etsas för att kunna studeras.